# هاسمیک هاسراتیان
هاسمیک آشوتی هاسراتیان (ارمنی: Հասմիկ Աշոտի Հասրաթյան؛ انگلیسی: Hasmik Hasratyan؛ زادهٔ ۳۰ سپتامبر ۱۹۵۲) پزشک، فیزیولوژیست اهل ارمنستان است.

## زندگی‌نامه
وی در ۳۰ سپتامبر ۱۹۵۲ در ایروان به دنیا آمد و از دانشگاه پزشکی دولتی ایروان (۱۹۷۷) فارغ‌التحصیل گشت. 

## یادداشت
1. ↑  կենսաբանական գիտությունների դոկտոր